# Distretto di Beitbridge
Il distretto di Beitbridge è uno dei 7 distretti che compongono la Provincia del Matabeleland Meridionale, in Zimbabwe. Ha una popolazione di 152.575 abitanti e una superficie di 12.808 Km². Ha come capoluogo Beitbridge.

## Demografia
| Anno (Censimento) | Popolazione     |
| ----------------- | --------------- |
| 2002              | 103.724         |
| 2012              | 122.220 (+3,2%) |
| 2022              | 152.575 (+2,6%) |